# Michel-Louis Guérard des Lauriers
Michel-Louis Guérard des Lauriers, né le 25 octobre 1898 à Suresnes et mort le 27 février 1988 à Cosne-sur-Loire, est un prêtre dominicain et théologien thomiste. Après le concile Vatican II et la promulgation de la messe de Paul VI, il rejoint l'opposition catholique traditionaliste. Il est le principal rédacteur du Bref examen critique du nouvel Ordo Missae en 1969. En rupture avec Rome, il tient à partir de 1976 une position sédévacantiste, dont il élabore la déclinaison sédéprivationiste en 1979.
Il est sacré évêque en 1981 sans mandat romain par Pierre Martin Ngo Dinh Thuc acquis aux thèses sédévacantistes. Guérard des Lauriers sacrera par la suite Robert McKenna en 1986, qui consacrera aussi d'autres évêques sédévacantistes à son tour.

## Biographie

### Enfance et formation
Raymond Michel Charles Guérard des Lauriers, né le 25 octobre 1898 à Suresnes, est issu d'une famille d'ancienne bourgeoisie de Normandie, établie ensuite en Bretagne. Il est le fils de Lucie-Madeleine Lefebvre et de Paul-Louis Guérard. Son père est employé de banque. 
Il effectue sa scolarité à l’école primaire de Suresnes puis au lycée Chaptal à Paris. En novembre 1915, à l'âge de 17 ans, il entre dans le Tiers-Ordre des maristes. 
Il passe son baccalauréat en 1916. Il est mobilisé en 1917 et sert comme aspirant dans le 113e régiment d’infanterie. Il perd son frère aîné Maurice, décédé sur le front des Ardennes en octobre de la même année. Il n'intègre pas l’École polytechnique où il avait pourtant été admis en 1920, lui préférant l’École normale supérieure. Il est reçu troisième à l’agrégation de mathématiques en 1924. Il obtient une bourse qui lui permet de poursuivre ses études à Rome auprès du professeur Tullio Levi-Civita durant l’année universitaire 1925-1926. C’est à cette occasion qu'il rencontre Réginald Garrigou-Lagrange, ce qui suscite chez lui une vocation dominicaine.

### Vie religieuse
Il entre au noviciat dominicain d'Amiens où il reçoit l’habit le 22 septembre 1926 et prend le nom en religion de Louis-Bertrand. Il rejoint ensuite le Saulchoir de Kain en Belgique où il fait profession solennelle le 23 septembre 1930. Il est ordonné prêtre le 29 juillet 1931.
Il est nommé lecteur de théologie en mars 1933, cependant ses supérieurs l'envoient en octobre aux Facultés catholiques de Lille enseigner le calcul différentiel et intégral,. Il est assigné ensuite en août 1938 à Étiolles où a été transféré le couvent d’études du Saulchoir. Il y enseigne l'épistémologie et la philosophie des sciences,.
Lors de la Seconde Guerre mondiale, il est affecté à la section technique de l’artillerie comme lieutenant, puis démobilisé le 10 septembre 1940. Il soutient en 1941 à Paris une thèse de doctorat en Sorbonne en mathématiques intitulée Sur les systèmes différentiels du second ordre qui admettent un groupe continu fini de transformations,. En septembre 1950, il est bachelier en théologie,. Il aurait participé aux travaux préparatoires à la définition du dogme de l’Assomption promulgué en 1950,. Il s'oppose par ses écrits à la Nouvelle Théologie, en particulier à la cosmologie évolutionniste de Pierre Teilhard de Chardin et la théologie de la grâce d'Henri de Lubac. 
Il contribue à l'enquête dans l'affaire touchant le centre de L'Eau vive dans les années 50. Sa déposition de novembre 1955 auprès du Saint-Office, sur la base du témoignage d'une jeune femme lui ayant rapporté des abus sexuels, relance l'enquête canonique contre Thomas Philippe, fondateur du centre de formation spirituelle L'Eau vive où enseigne alors Guérard des Lauriers depuis le début des années 1950. 
En 1961, il est chargé d’enseignement à l’université pontificale du Latran sans pour autant y occuper une chaire. Il est également membre de l'Académie pontificale saint Thomas d'Aquin. Il publie à cette époque plusieurs ouvrages théologiques comme La Preuve de Dieu et les 5 voies (1966), Le Mystère du salut (1968) et La Presenza di Cristo nel sacramento dell’Eucharistia (1969).

### Opposition au concile Vatican II et à la nouvelle messe
En juin 1969, il est l'un des principaux rédacteurs anonymes, avec l'écrivaine italienne Cristina Campo, du Bref examen critique du nouvel Ordo Missae en réaction à la nouvelle messe de Paul VI promulguée la même année. Le document est présenté au pape par les cardinaux Alfredo Ottaviani et Antonio Bacci,. Le Bref examen est diffusé par Guérard des Lauriers lors de la réunion convoquée  en octobre 1969 par Una voce qui rassemble des prêtres du monde entier. Le long communiqué qui la clôture demande l'abrogation de la « nouvelle ordonnance de la messe [qui] se présente comme un amalgame de la Cène luthérienne et de la Messe catholique », ce qui constitue une « réforme liturgique intolérable ».
Il signe lui-même le 11 février 1970 une déclaration dans laquelle il explique qu'il lui est impossible de célébrer selon le nouveau missel. Il perd sa charge d'enseignant à l'université pontificale du Latran. Revenu à Étiolles en juin, au moment de la fermeture du couvent, il obtient de son provincial l'autorisation de vivre extra conventum et de continuer à célébrer selon l'ancien ordo. Il demeure à proximité d’Étiolles où son ministère se déploie dans différentes chapelles qui se constituent à l’époque en opposition à la nouvelle messe. En 1971, il devient professeur de théologie au séminaire d’Écône ouvert par l'archevêque Marcel Lefebvre,,.

### Élaboration de la position sédéprivationniste
À partir du printemps 1976, il expose en privé, notamment à certains séminaristes d'Écône, sa thèse sur la vacance formelle du siège apostolique. Marcel Lefebvre, hostile à cette thèse et à l'opinion de Guérard des Lauriers sur le caractère invalide de la nouvelle messe, l'exclut du corps professoral d'Ecône en septembre 1977,,. La rupture est consommée lorsque Marcel Lefebvre rend publique, en mars 1979 dans la Lettre aux amis et bienfaiteurs de la Fraternité sacerdotale Saint-Pie-X, une lettre du 25 décembre 1978 adressée à Jean-Paul II destinée à trouver un point d'entente avec le Saint-Siège au sujet de la célébration de la messe tridentine. Scandalisé par cette tentative de conciliation, Guérard des Lauriers lui répond dans une lettre virulente en date du 12 avril 1979 intitulée : « Monseigneur, nous ne voulons pas de cette paix ».

« Monseigneur, vous vous en remettez au pape pour conserver la Messe. Et vous admettez qu'il puisse y avoir, dans l'Eglise, et inévitablement en fait dans la même Eglise, la Messe qui est LA MESSE et la « messe innovée ». Et vous escomptez que « l'unité se trouverait immédiatement au niveau de l'Evêque du lieu ». […] On ne soupe pas avec Satan. C'est l'enfer qui est pavé de ces bonnes intentions qui justifient le moyen par la fin, un mal certain par l'illusion du bien. […] Monseigneur, votre protocole de paix donne le coup de grâce à la confiance qu'il ne nous est plus possible d'avoir en vous, ni pour la question de la Messe ni pour celle de l'« autorité ». »

Dans cette lettre, il accuse de surcroît Marcel Lefebvre d'avoir célébré la messe de Paul VI entre début avril 1969 et fin décembre 1971, ce qui lui vaut le qualificatif de « calomniateur délirant »  de la part de Jean Madiran et un démenti de l'intéressé.

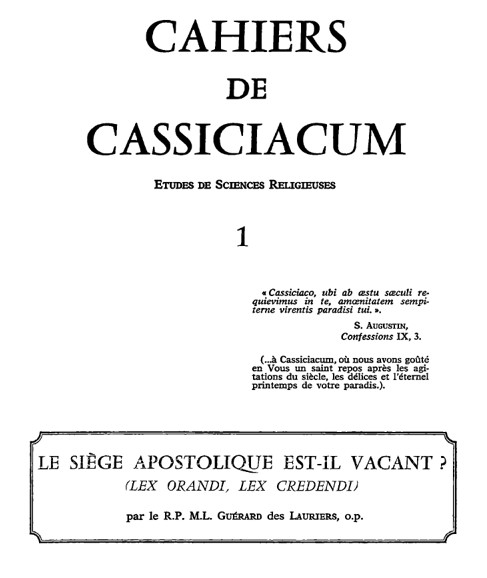
Premier volume des cahiers de Cassiciacum

À partir de mai, il expose publiquement dans les Cahiers de Cassiciacum, parus entre 1979 et 1981, la thèse sédéprivationniste selon laquelle le siège de Pierre est formellement vacant depuis au moins la proclamation le 7 décembre 1965 de la déclaration sur la liberté religieuse Dignitatis Humanae : Paul VI et ses successeurs, bien que canoniquement élus (papes materialiter), ne le sont pas formellement (formaliter) car en propageant les « hérésies » de Vatican II, ils ne peuvent pas promouvoir le bien commun de l’Église,. En ce sens, le pape régnant ne peut pas être cité au canon de la messe (dite non una cum, c'est-à-dire sans la référence au souverain pontife).
Il donne en 1979 l'habit dominicain à l'abbé Olivier de Blignières et soutient la naissante Fraternité Saint-Vincent-Ferrier, qui adhère alors à sa thèse sédéprivationniste, ainsi que le couvent d'Avrillé,.

### Les sacres épiscopaux sans mandat pontifical
Le 7 mai 1981, il reçoit en secret à Toulon la consécration épiscopale de Pierre Martin Ngo Dinh Thuc, archevêque émérite de Hué,. Guérard des Lauriers et son consécrateur sont excommuniés le 12 mars 1983,. Il affirme publiquement en 1984 ne plus croire à la validité du pontificat de Jean-Paul II. Entre 1984 et 1987, il consacre trois évêques, : le prêtre allemand Günther Storck le 30 avril 1984, qui a ouvert ensuite le séminaire du Très-Précieux-Sang en Allemagne, le dominicain américain Robert McKenna le 22 août 1986 et le prêtre italien Franco Munari le 25 novembre 1987. Ce dernier, avec d’autres anciens prêtres italiens de la Fraternité sacerdotale Saint-Pie-X, est l'un des fondateurs de l’Institut Mater Boni Consilii en 1985.
Guérard des Lauriers publie en 1987 La présence réelle du Verbe incarné dans les espèces consacrées, « qui est une réponse thomiste à la controverse qui oppose l’abbé de Nantes et Dom Gérard sur l'eucharistie ».

### Mort
Il finit ses jours dans l'un des centres français de l’Institut Mater Boni Consilii, au château de Mouchy à Raveau dans la Nièvre. Il meurt le 27 février 1988 à l'âge de 89 ans à l’hôpital de Cosne-sur-Loire.

## Publications
- Sur les systèmes différentiels du second ordre qui admettent un groupe continu fini de transformations (Thèse de doctorat ès sciences mathématiques), Paris, Gauthier-Villars, 1941, 121 p. (BNF 36942222)
- Le Saint-Esprit, âme de l'Église, Étiolles (Seine-et-Oise), Monastère de la Croix, 1948, 49 p. (BNF 35236087)
- Dimensions de la foi, t. I-II, Paris, Éditions du Cerf, 1952, 2500 p. (BNF 32203188)
- Garabandal, S.l., 1965, 30 p. (BNF 35180145)
- La mathématique, les mathématiques, la mathématique moderne, Paris, Doin, 1972, 185 p. (BNF 35397313, présentation en ligne)
- La charité de la vérité, Villegenon, Sainte Jeanne d'Arc, 1985, 34 p. (BNF 34863053)
- La présence réelle du Verbe incarné dans les espèces consacrées, Villegenon, Sainte Jeanne d'Arc, 1987, 147 p. (BNF 34976164)